# Klaus Borowski
Klaus Borowski ist eine Figur aus den ARD-Fernsehreihen Stahlnetz und Tatort. Zunächst war er 2002 in der Stahlnetz-Folge PSI Kommissar in Hannover, nach der Einstellung der Reihe Stahlnetz ermittelte Borowski von November 2003 bis März 2025 innerhalb der Reihe Tatort in Kiel.

## Figur
Die Figur des wortkargen Ermittlers geht zurück auf eine Idee von Markus Stromiedel. Allerdings blieb es bei der Konzeption, die er nur einmal im Drehbuch zu dem Kriminalfilm Stahlnetz umsetzte. In dieser Episode leitet Borowski die Kriminalfachinspektion 1 in Hannover. Seine Frau Gaby hat sich von ihm getrennt, er lebt allein in einem anonymen Hochhaus. Aus diesem Grund lässt er sich später nach Kiel versetzen, wo er seitdem im KK 7 gegen Leib und Leben ermittelt. Die Tatort-Folgen wurden von diversen Drehbuchautoren geschrieben. 2009 und 2015 lieferte der schwedische Bestsellerautor Henning Mankell die Vorlagen für drei Borowski-Drehbücher. Der erste Tatort nach einer Mankell-Vorlage, Borowski und der vierte Mann, wurde zum ersten Mal am 26. Dezember 2010 im Ersten ausgestrahlt, die zweite Folge, Borowski und der coole Hund, am 6. November 2011. Die dritte Folge nach einer Vorlage von Mankell, Borowski und das Fest des Nordens, wurde 2015 gedreht, aber erst im Juni 2017 ausgestrahlt, da sie während der Kieler Woche spielt und auch anlässlich dieses Volksfests ausgestrahlt werden sollte, was aber 2016 nicht möglich war.
Dargestellt wurde Klaus Borowski stets von dem mit Mankell befreundeten Schauspieler Axel Milberg.
Mit Borowski und die einsamen Herzen (2010) entstand auch ein Roman um den Ermittler. Dieser wurde von Hannes Nygaard nach einem Fernsehdrehbuch geschrieben.

## Assistenten
In seinen ersten Tatort-Folgen war sein Assistent Alim Zainalow, dargestellt von Mehdi Moinzadeh. Nachdem er in der sechsten Folge Sternenkinder verdächtigt worden war, ein islamistischer Terrorist zu sein, und er gespürt hatte, dass Borowski ihm nicht vertraute, ließ er sich versetzen und tauchte danach nicht mehr auf. Daraufhin nahm die von Maren Eggert gespielte Kriminalpsychologin Frieda Jung die zweite Hauptrolle ein. Zwischen Borowski und Jung entwickelt sich schließlich auch eine Liebesbeziehung. Nach der Folge Tango für Borowski beendete Eggert jedoch ihr Engagement beim Tatort.
Von 2010 bis 2017 unterstützte Sarah Brandt, gespielt von Sibel Kekilli, den Hauptkommissar bei seinen Ermittlungen. Kekilli war von Milberg vorgeschlagen worden und trat in Borowski und eine Frage von reinem Geschmack 2010 erstmals in der Rolle auf; von der Folge Borowski und die Frau am Fenster an war sie feste Partnerin des Kommissars. Zunächst war Brandt als Polizeianwärterin tätig; ab der Folge Borowski und der freie Fall wurde sie als Kommissarin bezeichnet. Im Februar 2017 entschied sich Sibel Kekilli, aus der Tatort-Reihe aussteigen zu wollen; die Folge Borowski und das Fest des Nordens war schließlich die letzte mit Sarah Brandt.
Ende Juni 2017 wurde bekanntgegeben, dass Almila Bagriacik die Nachfolge von Sibel Kekilli antreten werde. In der Folge Borowski und das Haus der Geister spielt Bagriacik erstmals Borowskis Assistentin Mila Şahin.

## Filmografie

### Stahlnetz
- 2002: PSI

### Tatort-Fälle
| Fall | Titel                                        | Erstausstrahlung | Folge | Drehbuch                                              | Regie               | Besonderheiten |
| ---- | -------------------------------------------- | ---------------- | ----- | ----------------------------------------------------- | ------------------- | --- |
| 1    | Väter                                        | 30. Nov. 2003    | 549   | Orkun Ertener                                         | Thomas Freundner    | |
| 2    | Schichtwechsel                               | 28. März 2004    | 561   | Jan von der Bank                                      | Christine Hartmann  | |
| 3    | Stirb und werde                              | 10. Okt. 2004    | 574   | Orkun Ertener                                         | Claudia Garde       | |
| 4    | Schattenhochzeit                             | 20. März 2005    | 592   | Karl-Heinz Käfer                                      | Kaspar Heidelbach   | |
| 5    | Borowski in der Unterwelt                    | 02. Okt. 2005    | 608   | Sascha Arango                                         | Claudia Garde       | |
| 6    | Sternenkinder                                | 02. Apr. 2006    | 627   | Orkun Ertener                                         | Hannu Salonen       | |
| 7    | Mann über Bord                               | 10. Sep. 2006    | 639   | Dorothee Schön                                        | Lars Becker         | |
| 8    | Das Ende des Schweigens                      | 11. Feb. 2007    | 655   | Jörg von Schlebrügge                                  | Buddy Giovinazzo    | |
| 9    | Macht der Angst                              | 16. Sep. 2007    | 673   | Joachim Scherf                                        | Florian Baxmeyer    | |
| 10   | Borowski und das Mädchen im Moor             | 17. Feb. 2008    | 688   | Sascha Arango                                         | Claudia Garde       | |
| 11   | Borowski und die einsamen Herzen             | 12. Okt. 2008    | 707   | Thomas Schwank                                        | Lars Jessen         | |
| 12   | Borowski und die heile Welt                  | 03. Mai 2009     | 732   | Elke Schuch, Marc Blöbaum                             | Florian Froschmayer | Axel Milberg (Bester Schauspieler Hauptrolle) und Fabian Hinrichs (Bester Schauspieler Nebenrolle) waren für den Deutschen Fernsehpreis 2009 nominiert |
| 13   | Borowski und die Sterne                      | 20. Sep. 2009    | 741   | Angelina Maccarone                                    | Angelina Maccarone  | Sängerin Helen Schneider spielt hier die Ex-Geliebte eines von Hugo Egon Balder dargestellten Rockstars                                                |
| 14   | Tango für Borowski                           | 04. Apr. 2010    | 761   | Clemens Murath                                        | Hannu Salonen       | Spielt in Finnland und wurde dort gedreht. Zunächst letzter Fall mit Frieda Jung.                                                                      |
| 15   | Borowski und eine Frage von reinem Geschmack | 24. Okt. 2010    | 777   | Christoph Silber, Thorsten Wettcke, Kai Hafemeister   | Florian Froschmayer | Erstmals mit Sibel Kekilli als Sarah Brandt, hier noch in einer Nebenrolle außerhalb der Polizei.                                                      |
| 16   | Borowski und der vierte Mann                 | 26. Dez. 2010    | 785   | Daniel Nocke nach einer Vorlage von Henning Mankell   | Claudia Garde       | Uraufgeführt am 3. Oktober 2010 beim Filmfest Hamburg                                                                                                  |
| 17   | Borowski und die Frau am Fenster             | 02. Okt. 2011    | 812   | Sascha Arango                                         | Stephan Wagner      | Erster Fall mit Kommissaranwärterin Sarah Brandt |
| 18   | Borowski und der coole Hund                  | 06. Nov. 2011    | 816   | Michael Proehl nach einer Vorlage von Henning Mankell | Christian Alvart    | Uraufgeführt beim Filmfest Hamburg am 1. Oktober 2011                                                                                                  |
| 19   | Borowski und der stille Gast                 | 09. Sep. 2012    | 842   | Sascha Arango                                         | Christian Alvart    | |
| 20   | Borowski und der freie Fall                  | 14. Okt. 2012    | 846   | Fred Breinersdorfer, Eoin Moore                       | Eoin Moore          | Erster Fall, in dem Brandt Kommissarin ist |
| 21   | Borowski und der brennende Mann              | 12. Mai 2013     | 873   | Daniel Nocke                                          | Lars Kraume         | mit Kommissarin Brandt und Kommissarin Einigsen (Lisa Werlinder)                                                                                       |
| 22   | Borowski und der Engel                       | 29. Dez. 2013    | 892   | Sascha Arango                                         | Andreas Kleinert    | |
| 23   | Borowski und das Meer                        | 30. März 2014    | 906   | Christian Jeltsch                                     | Sabine Derflinger   | In einer Nebenrolle Florence Kasumba, ab 2019 Tatort-Kommissarin an der Seite von Maria Furtwängler                                                    |
| 24   | Borowski und der Himmel über Kiel            | 25. Jan. 2015    | 933   | Rolf Basedow                                          | Christian Schwochow | |
| 25   | Borowski und die Kinder von Gaarden          | 29. März 2015    | 941   | Eva und Volker A. Zahn                                | Florian Gärtner     | |
| 26   | Borowski und die Rückkehr des stillen Gastes | 29. Nov. 2015    | 964   | Sascha Arango                                         | Claudia Garde       | mit Kommissarin Brandt und wieder mit Frieda Jung |
| 27   | Borowski und das verlorene Mädchen           | 06. Nov. 2016    | 999   | Charlotte I. Pehlivani                                | Raymond Ley         | |
| 28   | Taxi nach Leipzig                            | 13. Nov. 2016    | 1000  | Alexander Adolph                                      | Alexander Adolph    | 1000. Tatort-Folge, gemeinsam mit Charlotte Lindholm                                                                                                   |
| 29   | Borowski und das dunkle Netz                 | 19. März 2017    | 1015  | David Wnendt, Thomas Wendrich                         | David Wnendt        | |
| 30   | Borowski und das Fest des Nordens            | 18. Juni 2017    | 1025  | Markus Busch nach einer Vorlage von Henning Mankell   | Jan Bonny           | Letzter Fall mit Kommissarin Brandt. |
| 31   | Borowski und das Land zwischen den Meeren    | 25. Feb. 2018    | 1049  | Peter Bender, Ben Braeunlich, Sven Bohse              | Sven Bohse          | |
| 32   | Borowski und das Haus der Geister            | 02. Sep. 2018    | 1065  | Marco Wiersch                                         | Elmar Fischer       | Erster Fall mit Kommissarin Mila Sahin (Almila Bagriacik)                                                                                              |
| 33   | Borowski und das Glück der Anderen           | 03. März 2019    | 1086  | Sascha Arango                                         | Andreas Kleinert    | |
| 34   | Borowski und das Haus am Meer                | 15. Dez. 2019    | 1112  | Niki Stein                                            | Niki Stein          | Premiere am 31. August 2019 auf dem Festival des deutschen Films.                                                                                      |
| 35   | Borowski und der Fluch der weißen Möwe       | 10. Mai 2020     | 1131  | Eva und Volker A. Zahn                                | Hüseyin Tabak       | |
| 36   | Borowski und die Angst der weißen Männer     | 07. März 2021    | 1159  | Peter Probst, Daniel Nocke                            | Nicole Weegmann     | |
| 37   | Borowski und der gute Mensch                 | 03. Okt. 2021    | 1173  | Sascha Arango                                         | İlker Çatak         | |
| 38   | Borowski und der Schatten des Mondes         | 10. April 2022   | 1197  | Patrick Brunken und Torsten Wenzel                    | Nicolai Rohde       | |
| 39   | Borowski und die große Wut                   | 7. Mai 2023      | 1236  | Eva und Volker A. Zahn                                | Friederike Jehn     | |
| 40   | Borowski und das unschuldige Kind von Wacken | 26. Nov. 2023    | 1251  | Agnes Pluch                                           | Ayşe Polat          | |
| 41   | Borowski und der Wiedergänger                | 3. März 2024     | 1263  | Sascha Arango                                         | Andreas Kleinert    | |
| 42   | Borowski und das ewige Meer                  | 10. Nov. 2024    | 1279  | Katharina Adler und Rudi Gaul                         | Katharina Bischof   | Premiere am 28. September 2024 auf dem Filmfest Hamburg                                                                                                |
| 43   | Borowski und das hungrige Herz               | 12. Jan. 2025    | 1289  | Katrin Bühlig                                         | Maria Solrun        | |
| 44   | Borowski und das Haupt der Medusa            | 16. März 2025    | 1296  | Sascha Arango                                         | Lars Kraume         | Letzter Fall für Klaus Borowski |